# Villahermosa
Villahermosa (hiszp. Piękne Miasto, nahuatl Cualnezcāltepēc) – meksykańskie miasto przemysłu naftowego nad rzeką Grijalva, stolica stanu Tabasco.
Do 1915 roku miasto nosiło nazwę San Juan Bautista.
Znajduje się tutaj rafineria ropy naftowej. Villahermosa leży w regionie rolniczym, w którym uprawia się kawę, kakao i trzcinę cukrową.

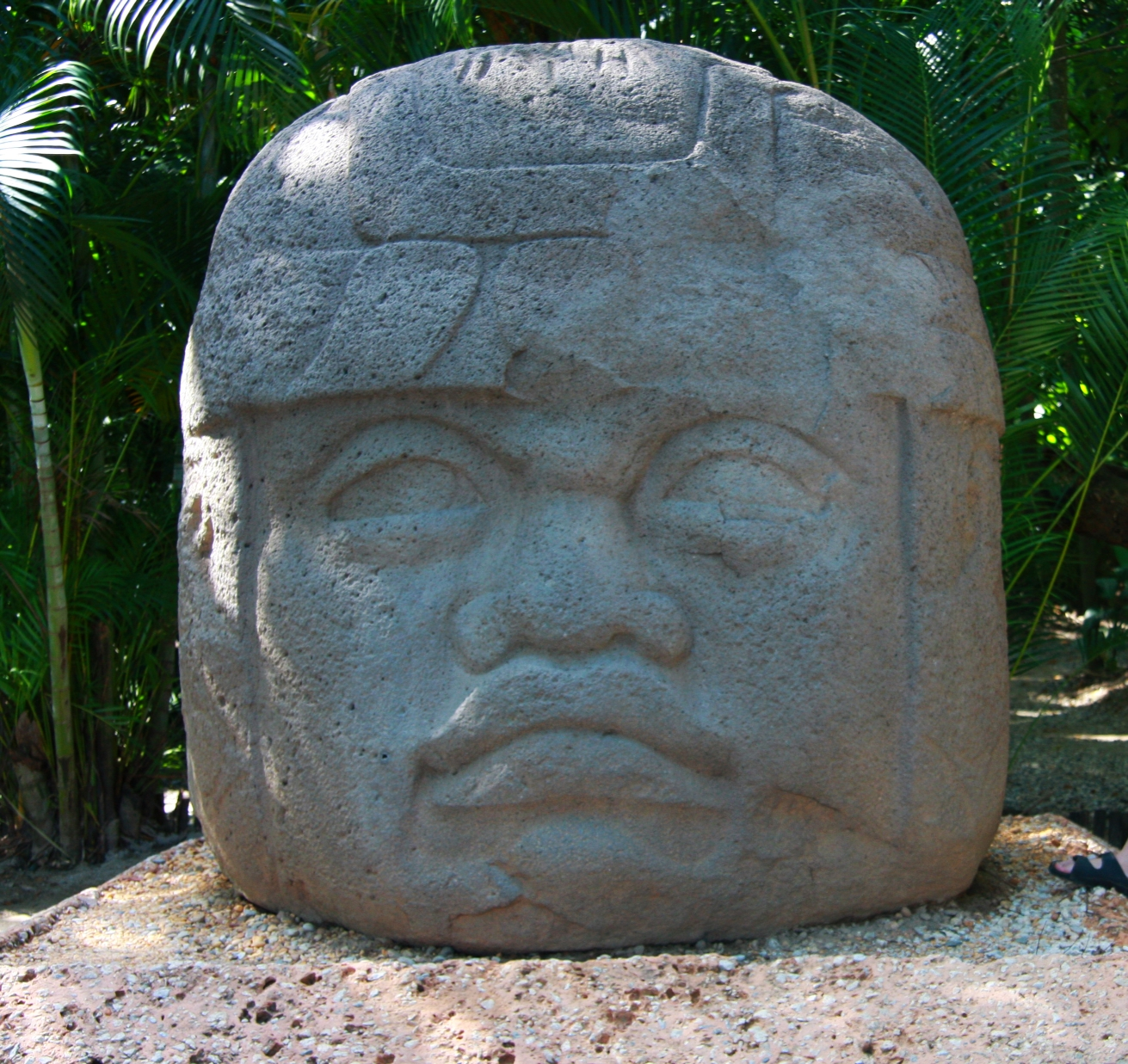
Olmecka głowa w parku-muzeum w Villahermosa

W mieście znajduje się muzeum, które zawiera pamiątki po Olmekach, a wśród nich rzeźby bazaltowych głów z La Venta o wadze 18 ton każda. W miejscu znalezienia głów i innych monolitycznych rzeźb oraz fragmentów budowli na skutek prowadzenia intensywnych poszukiwań i wydobycia ropy naftowej doszło do zniszczenia środowiska i aby te zabytki przetrwały urządzono w stolicy w 1958 roku park-muzeum.
W 2010 roku w stolicy Tabasco żyło 353 577 mieszkańców. Villahermosa jest także siedzibą gminy Centro, która w 2010 roku liczyła 640 359 osób.

## Miasta partnerskie
- Coatzacoalcos
- San Bernardino
- Aleksandria
- Corpus Christi,
- Montreal,
- Tapachula